# Институт за защита на паметниците на културата и музей – Прилеп
Националната институция Институт за защита на паметниците на културата и музей – Прилеп (на македонска литературна норма: Национална установа Завод за заштита на спомениците на културата и Музеј - Прилеп) е музей в град Прилеп, Северна Македония.

## История и дейност
В 1948 година в рамките на Народоосвободителния комитет на община Прилеп в Ачковия хан до Градския пазар е формирана Музейна сбирка на документи, фотографии и картини от прилепски автори с тематика, свързана с така наречената Народоосвободителна борба. На следната година започва организацията по отварянето на градски музей, който да отразява приноса на града в комунистическата съпротива и развитието му в следвоенния период. На 1 май 1952 година в сградата, в която по време на българското управление се помещава полицейският участък, се отваря Музей на Народоосвободителната борба. Музеят е открит от председателя на Околийския народен комитет Тоде Ношпал. В началото има три отделения – археологическо, историческо и етнографско. Първата временна изложба е „Строителството в Прилеп и околността в 1945 – 1951“. В постоянната изложба има фотографии от историята на Комунистическата партия, на комунисти и партизани от Прилеп, различни брошури и издания от партизанските печатници, както и предмети, собственост на партизани.
В 1955 година Бошко Бабич, историк на изкуството, получава задача от председателя на община Прилеп Джоджа Николоски да организира отварянето на Народен музей, като самостоятелна институция от комплексен тип, откриваща, консервираща, съхраняваща и излагаща предмети с археологическа, етнографска, историческа, художествена, природна и културна ценност от Прилепско. Музеят е отворен с решение на Народния комитет на общината на 1 юли 1955 година и Бабич става негов пръв директор.
Още в първите години на развитието на Народния музей е основана работилница за консервиране, както и фотолаборатория. Музеят разполага с библиотека от над 1900 книги, 1536 списания и 132 тома подръчна литература. В 1957 година в рамките на Народния музей е основана първата Художествена колония в Народна република Македония, в 1963 година – Скулптурният симпозиум „Мрамор“, а в 1974 година – Интернационалното студио за пластика в дърво. В 1961 година в музея е открита Постоянната археологическа изложба. В 1973 година с решение на предприятието „Юготютюн“ се отваря Музей на тютюна, преместен в 1994 година в обновени помещения. На 8 октомври 1979 година с решение на Събранието на община Прилеп в Народния музей – Прилеп влиза и Мемориалният музей „Кузман Йосифоски – Питу“ и Галерията за икони, в която има 66 изключително ценни икони от църквите и манастирите в Прилепско, както и други експонати, свързани с християнската религия. В 1980 година от Народния музей са отделени Институтът за старославянска култура, който има задача да проучва етногенезата на южните славяни и Центърът за съвременно изобразително изкуство. На 22 декември 2003 година с решение на правителството институцията получава името Национална институция Институт за защита на паметниците на културата и музей – Прилеп.
Институтът има следните отделения: история, архитектура, история на изкуството, етнология. Част от институцията са Музеят на тютюна, Галерията за икони, Мемориалният музей „Кузман Йосифоски – Питу“, Мемориалният музей „11 октомври 1941 година“ и къщата музей „Блаже Конески“ в Небрегово.

## Сграда
Първоначално музеят се помещава в сградата на българския полицейски участък, нападната на 11 октомври 1941 година от комунистически партизани, което е обявено от комунистическата пропаганда за начало на така наречената Народноосвободителна борба. По-късно, след изграждането на нова общинска сграда, музеят е настанен в старата, на улица „Моше Пияде“ (днес „Александър Македонски“) № 142. В сградата на полицейския участък продължава да работи Музеят на Народноосвободителната борба, по-късно наречен Мемориален музей „11 октомври 1941 година“, част от институцията.
Двете сгради на Института на улица – „Александър Македонски“ от 1941 и от 1970 година, са обявени за паметници на културата.